# Wiener Park Club
Der Wiener Park Club, abgekürzt WPC, ist ein Tennisverein im Grünareal des Wiener Praters, der sowohl Leistungs- als auch Hobbytennis bietet.
Neben Hobbytennis wird auch mit über 20 Tennis-Mannschaften in allen Bereichen (Herren, Damen, Senioren, Jugend, Kinder) Leistungssport betrieben. Den Mitgliedern werden unterschiedliche Aktivitäten zur Unterhaltung und Freizeitgestaltung angeboten.

## Geschichte
Nach seiner Gründung am 15. Oktober 1881 als Wiener Bicycle-Club fand der Verein noch vor der Wende zum 20. Jahrhundert seinen Sitz im Unteren Prater an der damaligen Kronprinz-Straße (später Prinzen-Allee bzw. bis 1912 Pratergürtelstraße) Nr. 82.
Bei seiner Gründung, vereinstechnisch vollzogen im Wiener Rollschuh-Club nächst dem Eislaufplatz (Bereich des heutigen Bahnhof Wien Mitte), war der Club ein Fahrradfahrverein (Velocipede-Club). Klubleben sowie Unterweisungen fanden auf dem Eislaufplatz (Skating Rink) statt, erste Rennen in der Rotunde, aber vor allem über Jahre hinweg auf dem Trabrennplatz Krieau. Erst nach und nach kamen weitere Sektionen hinzu: Lawntennis, Wintersport, die Turniersektion und die Schützengilde. 1900 wurde auf Anregung von Vereinsmitgliedern begonnen, an der nunmehrigen Prateradresse acht Lawntennis-Plätze zu errichten. 1901 wurde das wenige Jahre zuvor erbaute Klubhaus erstmals um- und ausgebaut, ab 1904 bestand geregeltes Tenniswesen. Die großen ab dem Beginn des 20. Jahrhunderts gespielten Lawntennis-Veranstaltungen hatten, so wie der Verein selbst, prominenteste Protektoren: Erzherzog Otto von Österreich (Turnier 1904) sowie, nach dem Ableben seines Bruders, Erzherzog Carl Franz Joseph, der spätere Kaiser Karl I (Besuch der Schützengilde 1913). Der am 25. April 1907 angenommene Vereinsname Prater-Sportklub W. B. C. wurde ein Jahr später, 1908, auf Wiener Parkklub geändert. Durch die besondere Pflege des Lawntennis-Sports wurde der WPC schließlich zum reinen Tennisclub. Nach dem Ende von Österreich-Ungarn wurde die Prinzen-Allee in Rustenschacherallee umbenannt, die Orientierungsnummer 1 folgte der ON 82. 1931 wurden aus Anlass eines (Jubiläums-)Turniers vier weitere Plätze angelegt sowie  feste Tribünen errichtet. Der WPC machte Wien zur Tennismetropole Österreichs.
Ab 1938, dem Zusammenschluss mit dem Wiener Akademischen Sportverein, gehörte die Anlage zu Weiß-Rot-Weiß, Wiens jüngstem Großverein, politisch mitinitiiert von Felix Rinner (1911–1976). Auch nach dem Ende des Zweiten Weltkrieges hatte der Verein das Image, der exklusivste Tennisclub Österreichs zu sein: Unter anderem absolvierte Anfang September 1953 Frank Sedgman ein als Sensation erachtetes zweitägiges Gastspiel. Auf den WPC-Plätzen wurden jahrzehntelang alle Davis-Cup-Spiele Österreichs ausgetragen. Die Liegenschaft Rustenschacherallee 1 befindet sich im Eigentum des Bundes.
In den letzten Jahrzehnten konnte der Wiener Park Club mit einigen Mannschaften oder Einzelspielern österreichische bzw. Wiener Erfolge erzielen, wie z. B. Österreichischer Clubmeister bei den Damen Senioren 35+ im Jahre 2010, Wiener Clubmeister bei Damen und Herren im Jahre 2010.

## Aktuelle Aktivitäten
Der Verein steht mit einigen seiner Mannschaften in den höchsten Spielklassen Österreichs bzw. Wiens. Neben dem Leistungssport ist der Hobbysport der wesentlichste Vereinszweck. Weiters wird ein ausgiebiges Jugendförderprogramm betrieben, mit dem die Kinder für den Hobbysport als auch für den Leistungssport motiviert werden.
Da sich der WPC mitten im Wiener Prater befindet, sind weitere Sportarten wie Laufen, Nordic Walking oder Radfahren ebenso möglich.
2013 wurde ein Schwimmbad im Freien errichtet.

## Sonstiges
Bestimmende Organe des Vereins sind der Vorstand mit dem Präsidenten als Vorsitzenden und die Generalversammlung, die 1 × jährlich abgehalten wird.
Es gibt sowohl ordentliche (aktiv tennisspielende) Mitglieder, Jugendmitgliedschaften, als auch unterstützende Mitglieder.

## Fotogalerie

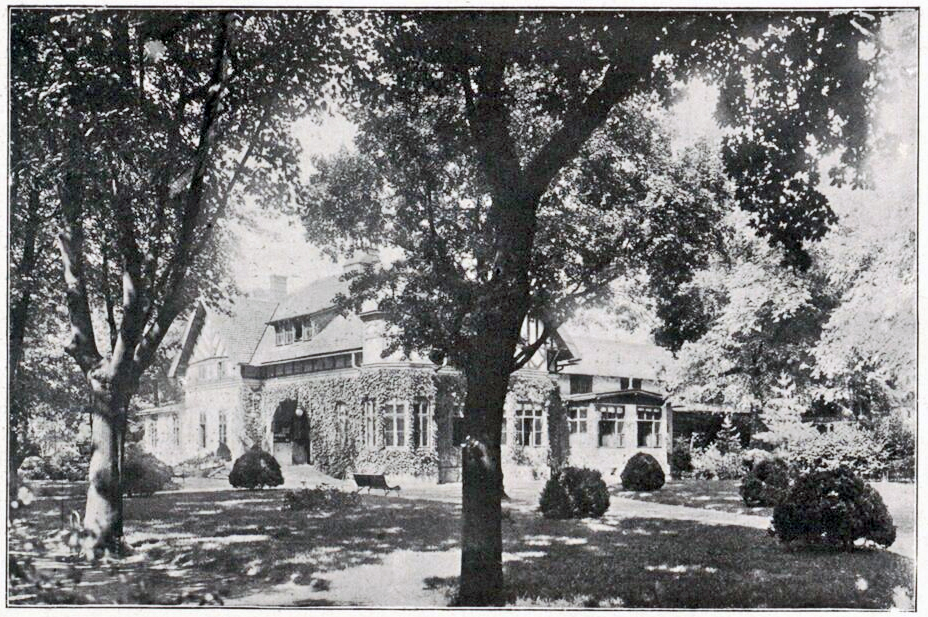
Clubhaus (vor 1914)
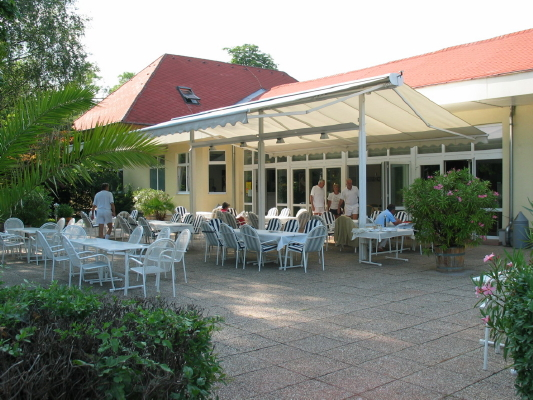
Blick auf Clubhaus mit Terrasse (2003)
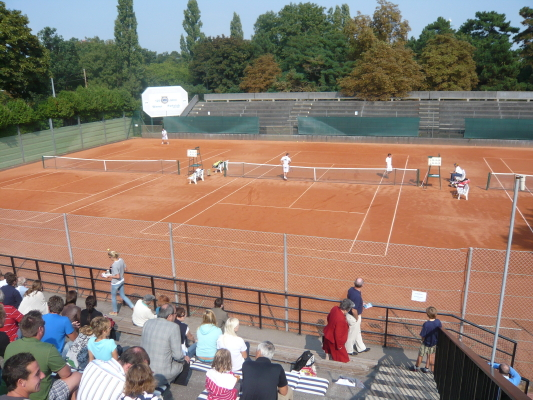
9 Tennisplätze im Freien, 2 Hallenplätze
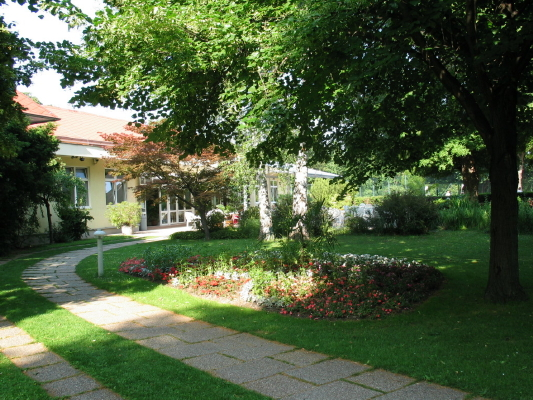
Zugang zum Wiener Park Club (2003)
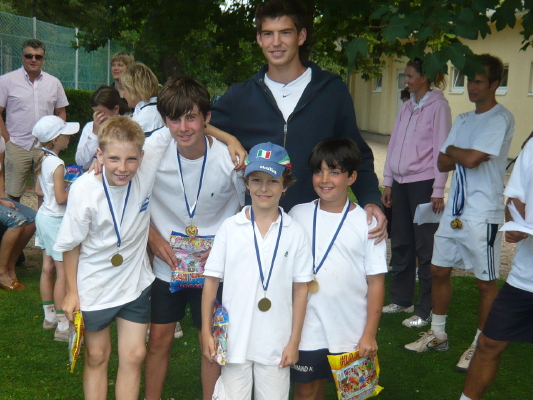
Jugendförderung im WPC
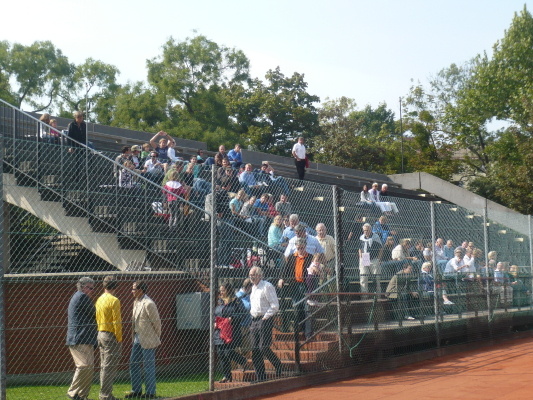
Blick auf die Tribüne